# Olius
Olius (spanisch Olíus) ist eine spanische Gemeinde (municipio) der Provinz Lleida im Innern der autonomen Region Katalonien. Olius hat 1.003 Einwohner (Stand: 2024). Die Gemeinde besteht aus den Ortschaften Olius, Brics, El Castellvell und El Pi de Sant Just. Der Hauptort und Verwaltungssitz ist Olius.

## Lage
Olius liegt etwa 90 Kilometer ostnordöstlich von Lleida und etwa 90 Kilometer nordnordwestlich von Barcelona in den Pyrenäen in einer Höhe von ca. 565 m. Durch die Gemeinde fließt der Cardener, der sich in den Stausee Panta de Sant Ponç ergießt.

## Bevölkerungsentwicklung
| Jahr        | 1900 | 1950 | 1970 | 1981 | 1991 | 2001 | 2011 | 2021 |
| ----------- | ---- | ---- | ---- | ---- | ---- | ---- | ---- | ---- |
| Einwohner   | 488  | 559  | 323  | 448  | 486  | 564  | 870  | 962  |
| Quelle: INE |      |      |      |      |      |      |      |      |

## Sehenswertes

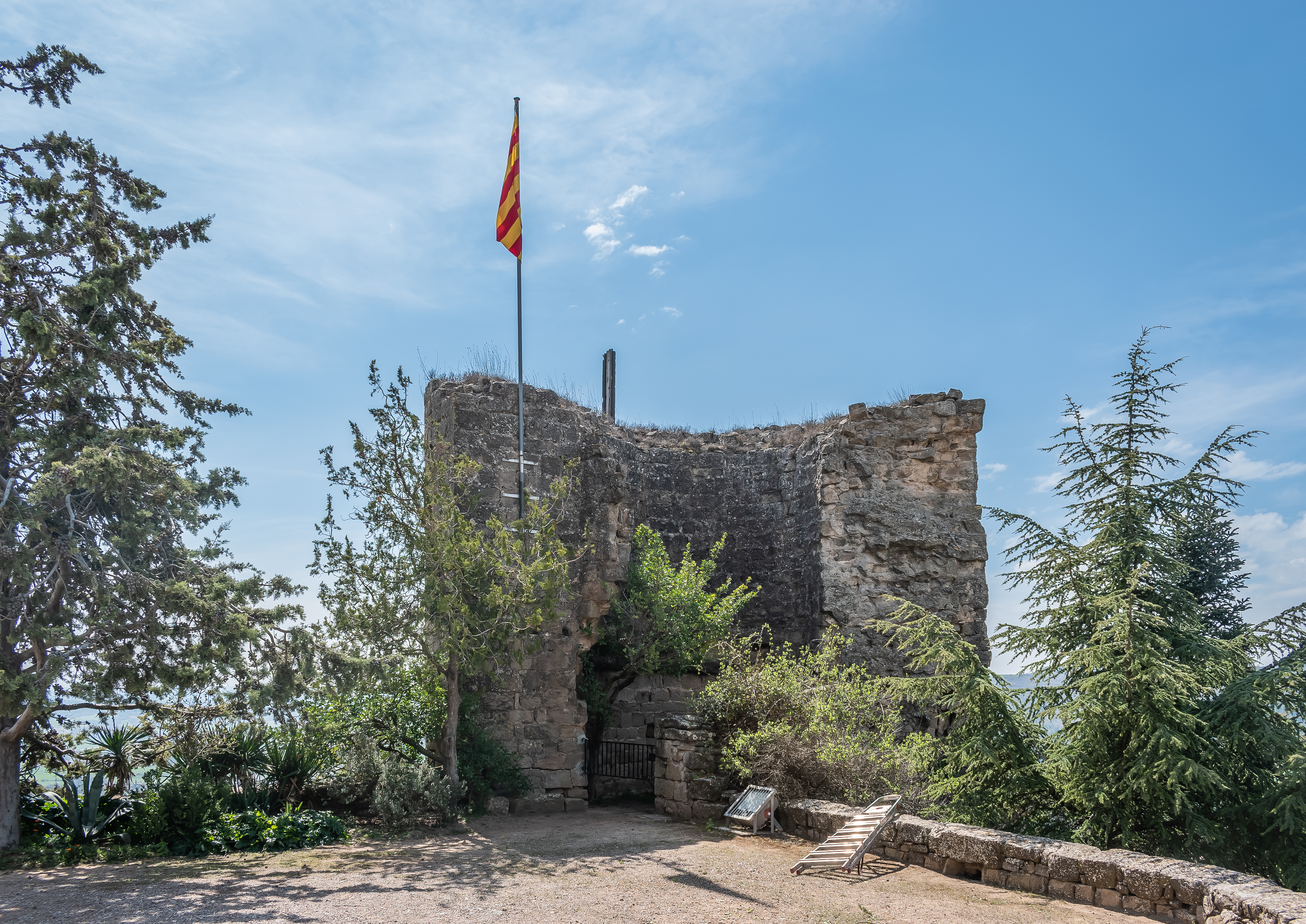
Burgruine von Castellvell
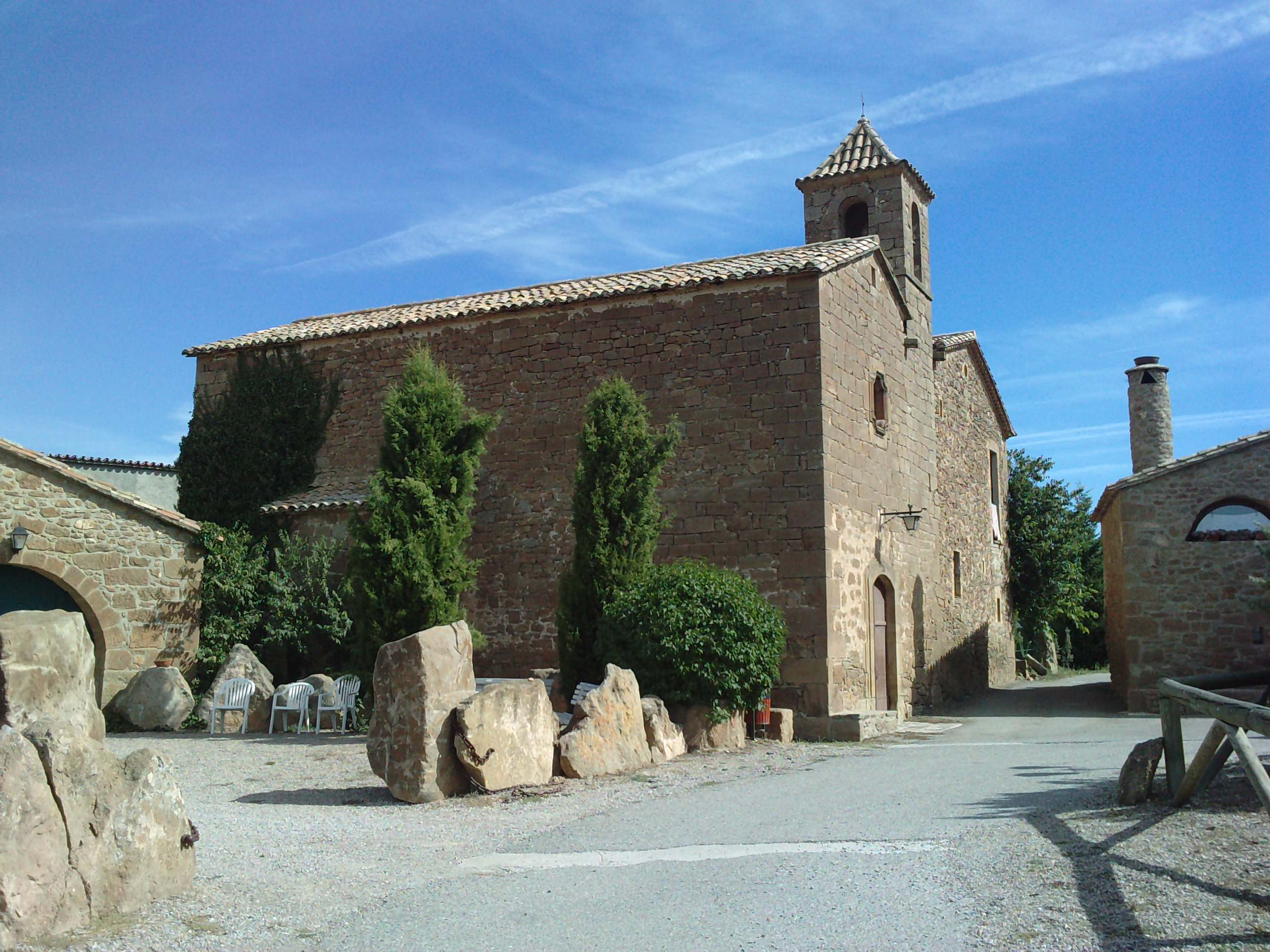
Salvatorkirche
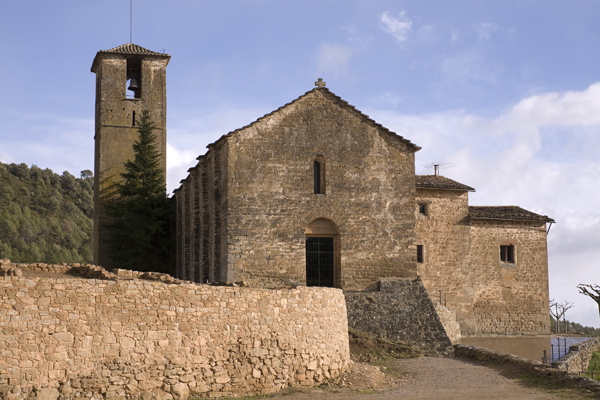
Stefanuskirche
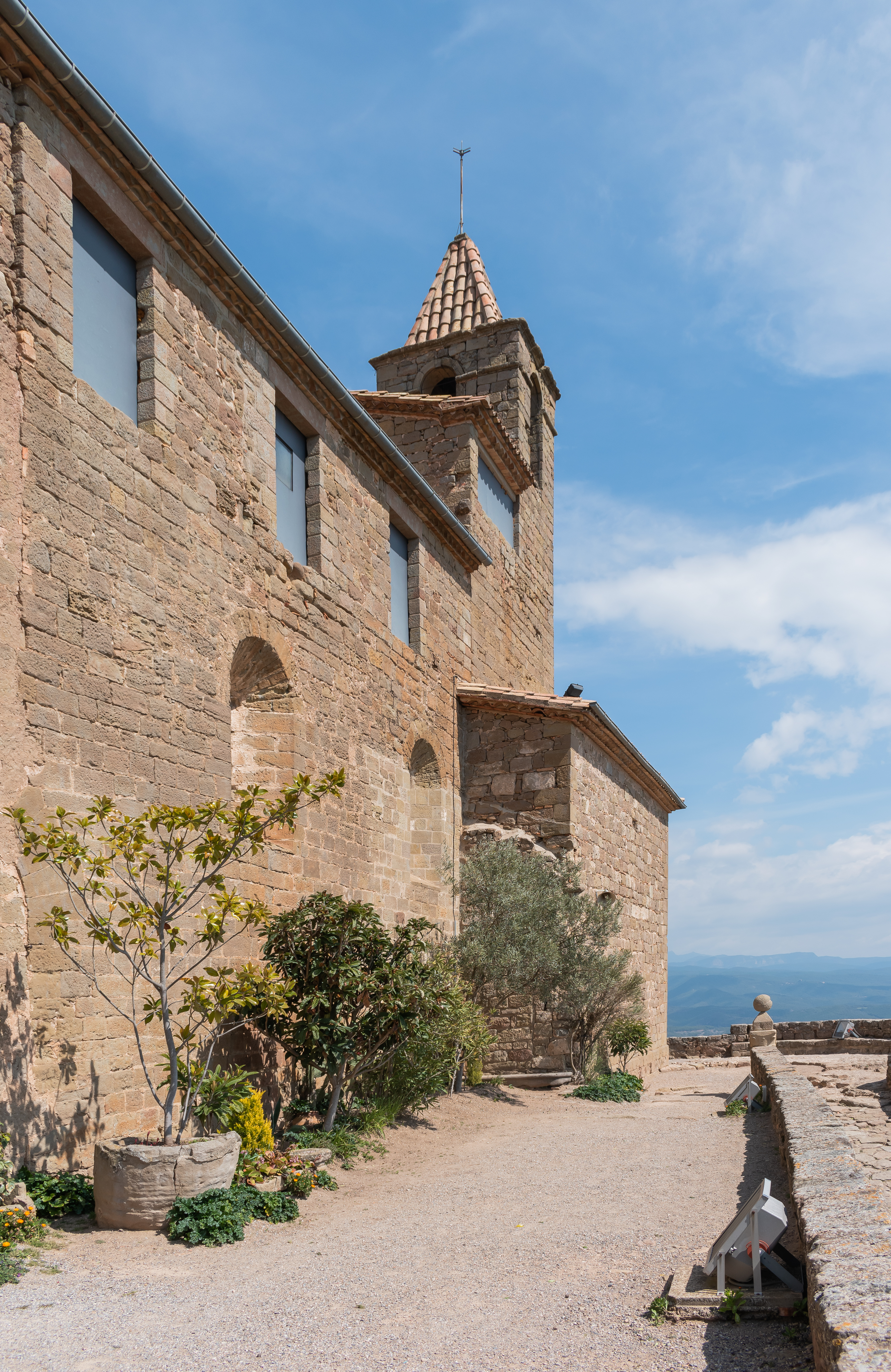
Marienkirche

- Marienkirche in Castellvell
- Salvatorkirche in Brics
- Stefanuskirche in Olius
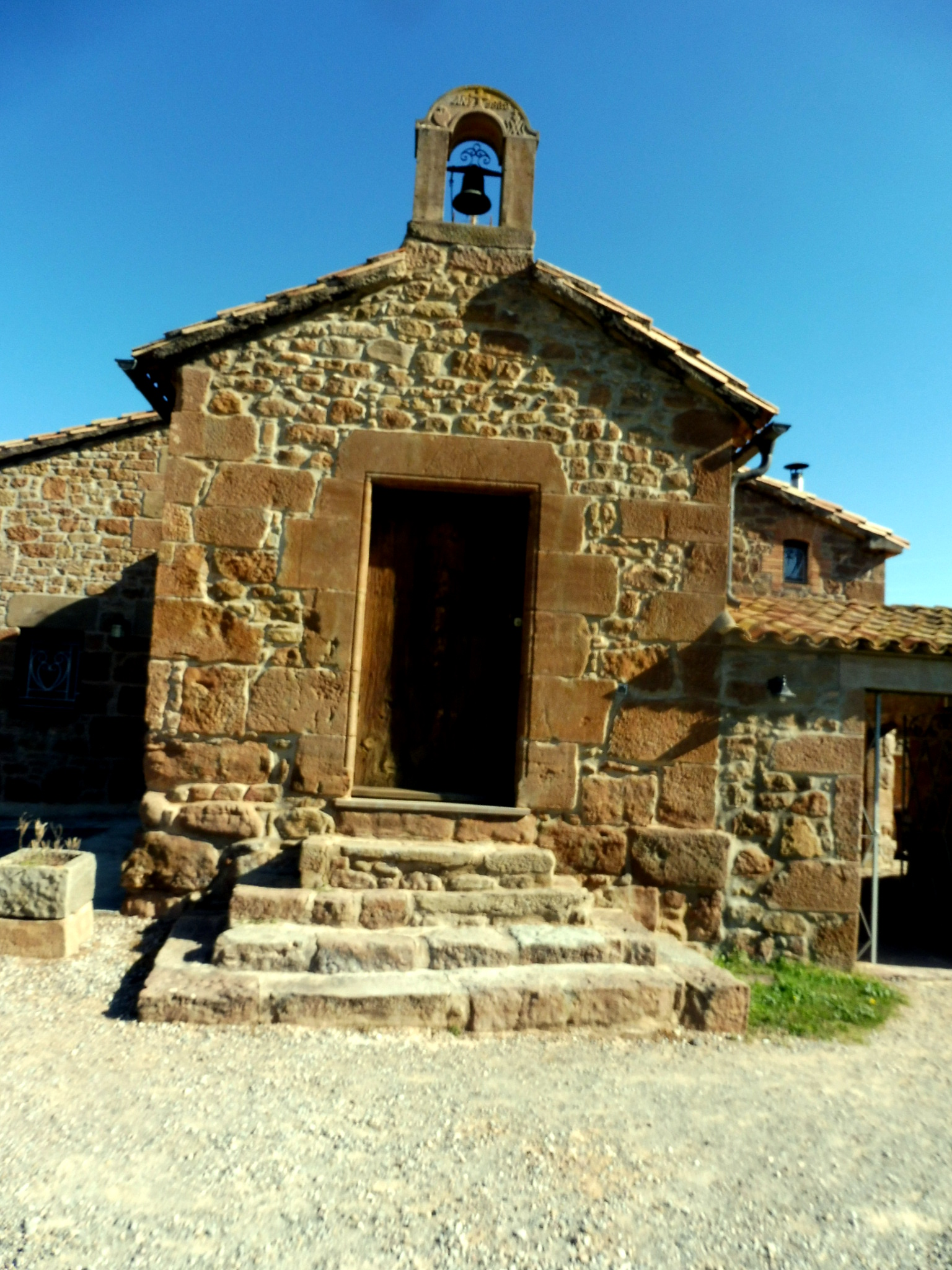
Johanniskapelle

- Burgruine von Castellvell
- Salvatorkirche
- Stefanuskirche
- Marienkirche
- Johanniskapelle